# Pfarrkirche Grafenwörth

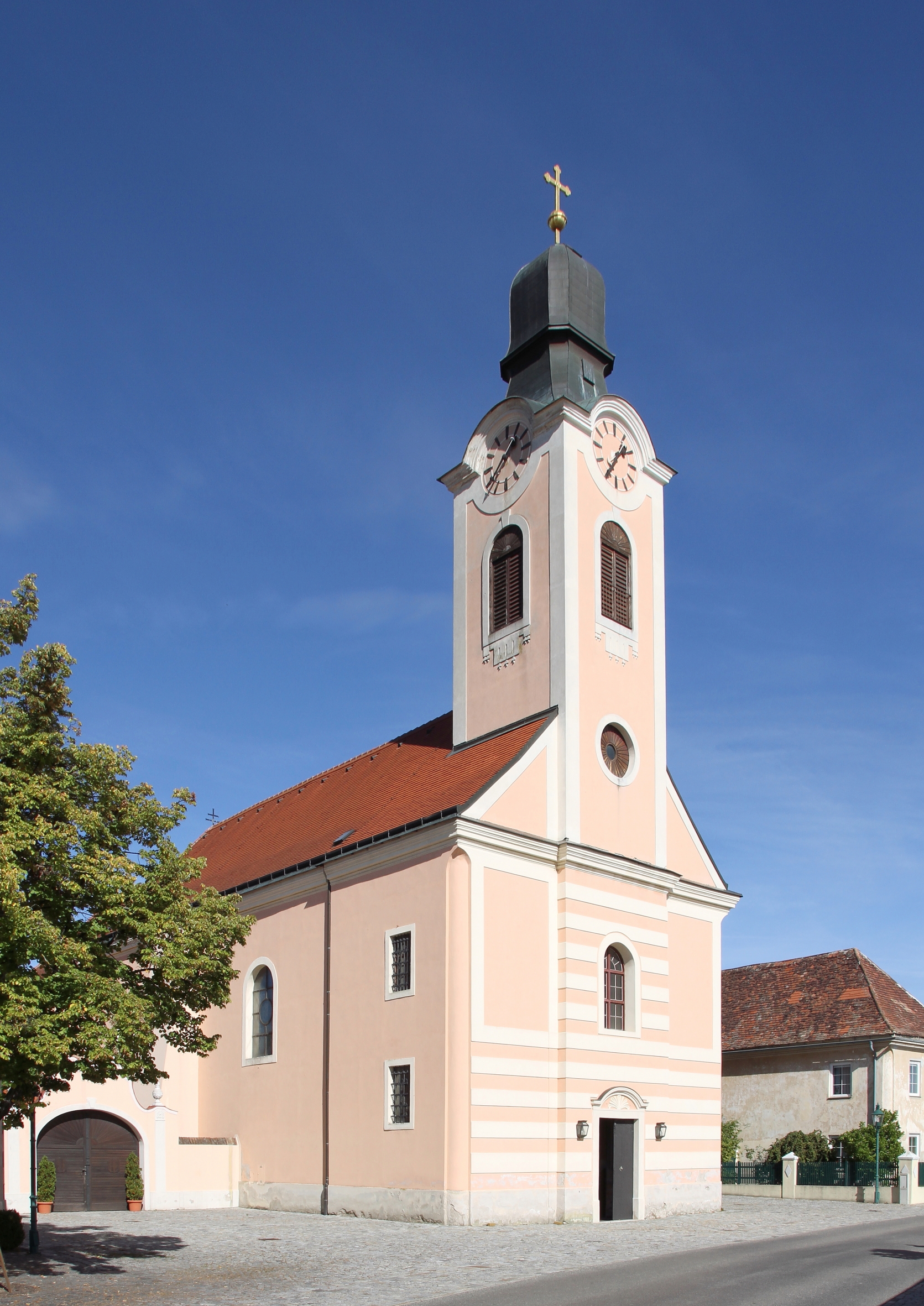
Kath. Pfarrkirche hl. Andreas in Grafenwörth

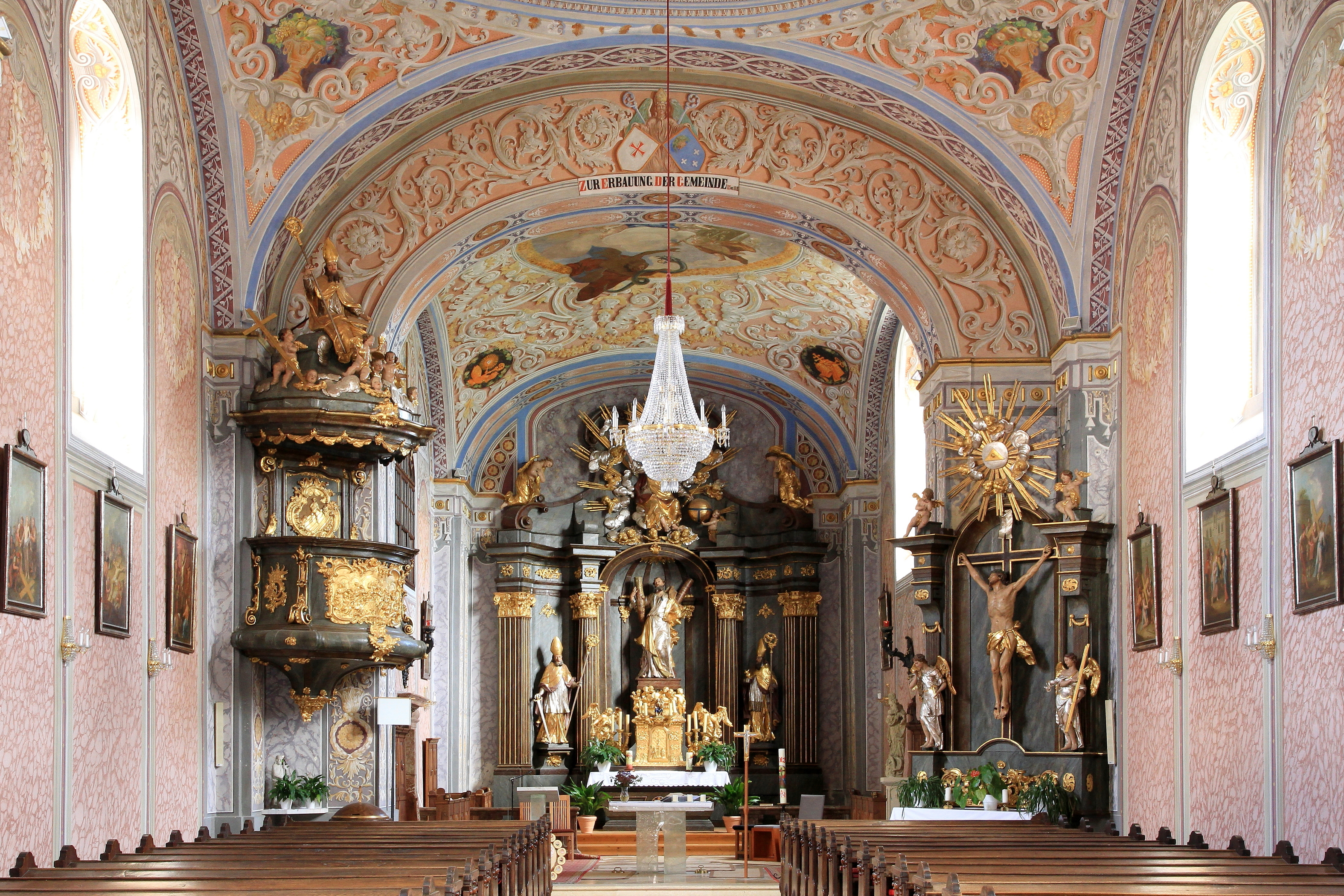
Im Langhaus zum Chor

Die römisch-katholische Pfarrkirche Grafenwörth steht an der Hauptstraße im Ort Grafenwörth in der Marktgemeinde Grafenwörth im Bezirk Tulln in Niederösterreich. Die Pfarrkirche hl. Andreas – dem Stift Herzogenburg inkorporiert – gehört zum Dekanat Hadersdorf im Vikariat Unter dem Manhartsberg der Erzdiözese Wien. Die Kirche steht unter Denkmalschutz.

## Geschichte
Nach der Demolierung der alten Kirche wurde 1791 ein Josephinischer Saalbau erbaut.

## Architektur
Äußeres
Der genordete Kirchenbau wurde mit dem Pfarrhof und einer ehemaligen Schule als Ensemble konzipiert. An das Langhaus schließt ein eingezogener Chor mit einer eingezogenen flachbogigen Apsis an. Das Eingangsbauwerk mit einer Fassade mit Bändergliederung beinhaltet mittig einen dreigeschoßigen Turm mit einem Glockenhelm. Das Rechteckportal hat einen Segmentbogengiebel, darüber ist ein Rundbogenfenster in einer Stuckrahmung. An den zwei Langhausseiten sind je zwei kräftige Stützpfeiler mit dazwischenliegenden Rundbogenfenster. Die Sakristei mit einem darüberliegenden Oratorium ist im Westen des Chores angebaut.
Inneres
Das Turmerdgeschoß ist tonnengewölbt mit je einem seitlichen Rechteckportal in Stuckmarmorrahmung zu den beiden seitlichen Turmtreppenhäusern. Das zweijochige Langhaus hat ein Stichkappengewölbe zwischen Doppelgurten. Die Orgelempore ist flachtonnenunterwölbt. Der Chor hat ein ovales Kappengewölbe. Der gesamte Kirchenraum zeigt spätbarocke Dekorationsmalereien. Die Deckengemälde Berufung des Apostels Andreas, Tod des hl. Andreas, Mariä Himmelfahrt hat Leopold Mitterhofer gemalt. Die Glasfenster sind aus 1912.

## Ausstattung
Der Hochaltar um 1780 als klassizistischer Säulenaltar trägt die Figuren Andreas, Martin und Augustinus und einen Rokokotabernakel mit flankierenden Engelsfiguren. Die Kreuzwegbilder hat Anton Mayer um 1800 gemalt.
Die Orgel aus 2001 von Orgelbau M. Walcker-Mayer ersetzte die Orgel von Franz Capek aus 1925.